# Бялка (Нижньосілезьке воєводство)
Бялка (пол. Białka) — село в Польщі, у гміні Кротошиці Леґницького повіту Нижньосілезького воєводства.